# Chileense keuken

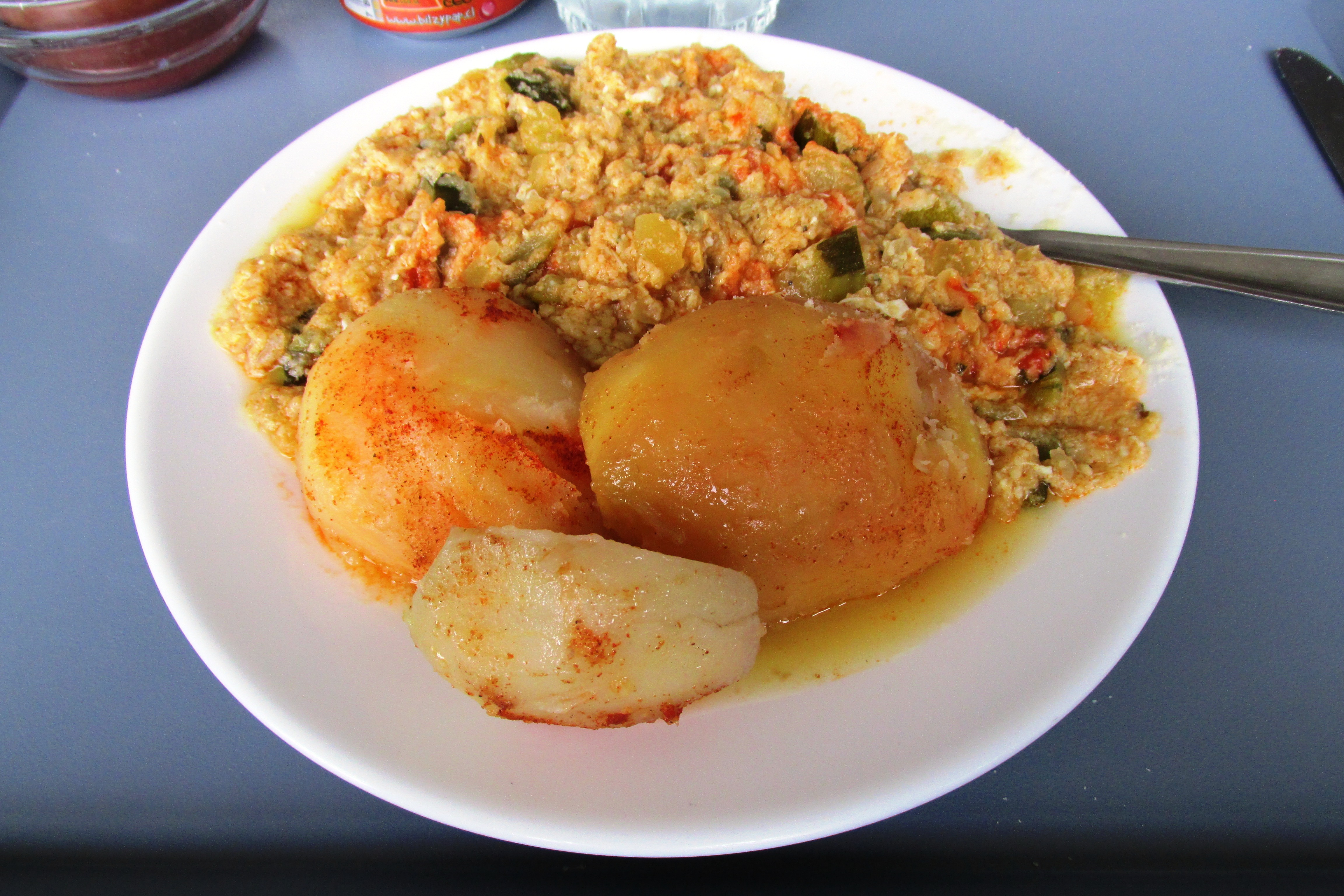
Guiso de zapallo italiano

De Chileense keuken komt voornamelijk voort uit de combinatie van de traditionele Spaanse keuken, de Chileense inheemse Mapuche-cultuur en lokale ingrediënten, met later belangrijke invloeden uit andere Europese keukens, met name uit Duitsland, Italië en Frankrijk. De voedseltraditie en recepten in Chili staan bekend om de verscheidenheid aan smaken en ingrediënten, onder invloed van de gevarieerde geografie en klimaathuishouding van het land met een breed scala aan landbouwproducten, fruit, groenten vis en zeevruchten. Chili is een van 's werelds grootste producenten van wijn en veel Chileense recepten worden versterkt en vergezeld door lokale wijnen.